# Lekkoatletyka na Letnich Igrzyskach Olimpijskich 2024 – bieg na 10 000 m mężczyzn
Bieg na 10 000 m mężczyzn podczas XXXIII Letnich Igrzysk Olimpijskich w Paryżu odbył się w dniu 2 sierpnia 2024. Do rywalizacji przystąpiło 25 z 27 zgłoszonych sportowców. Arena zawodów był Stade de France. Mistrzem olimpijskim został Ugandyjczyk Joshua Cheptegei, wicemistrzem Etiopczyk Berihu Aregawi, a brąz zdobył Amerykanin Grant Fisher.
Był to XXVI olimpijski bieg na 10 000 m mężczyzn.

## Terminarz
godziny zostały podane w czasie CEST
| Data | Godzina rozpoczęcia |                 |       |       |
| ---- | ------------------- | --------------- | ----- | ----- |
| Data | Godzina rozpoczęcia | 2 sierpnia 2024 | 21:20 | finał |

## System rozgrywek
W przeciwieństwie do innych biegów w wyścigu na 10000 m nie odbyły się kwalifikacje i półfinały. Każdy z zakwalifikowanych na igrzyska zawodników wystąpił w jednym, finałowym biegu.

## Wyniki
| Pozycja | Zawodnik                      | Państwo                            | Czas     | Uwagi |
| ------- | ----------------------------- | ---------------------------------- | -------- | ----- |
| złoto   | Joshua Cheptegei              | Uganda                             | 26:43.14 | OR    |
| srebro  | Berihu Aregawi                | Etiopia                            | 26:43.44 |       |
| brąz    | Grant Fisher                  | Stany Zjednoczone                  | 26:43.46 | SB    |
| 4       | Mohammed Ahmed                | Kanada                             | 26:43.79 | SB    |
| 5       | Benard Kibet                  | Kenia                              | 26:43.98 | PB    |
| 6       | Yomif Kejelcha                | Etiopia                            | 26:44.02 |       |
| 7       | Selemon Barega                | Etiopia                            | 26:44.48 |       |
| 8       | Jacob Kiplimo                 | Uganda                             | 26:46.39 | SB    |
| 9       | Thierry Ndikumwenayo          | Hiszpania                          | 26:49.49 | NR    |
| 10      | Adriaan Wildschutt            | Południowa Afryka                  | 26:50.64 | NR    |
| 11      | Daniel Mateiko                | Kenia                              | 26:50.83 |       |
| 12      | Nico Young                    | Stany Zjednoczone                  | 26:58.11 |       |
| 13      | Jimmy Gressier                | Francja                            | 26:58.67 | NR    |
| 14      | Nicholas Kipkorir             | Kenia                              | 27:23.97 |       |
| 15      | Merhawi Mebrahtu              | Erytrea                            | 27:24.25 |       |
| 16      | William Kincaid               | Stany Zjednoczone                  | 27:29.40 |       |
| 17      | Birhanu Balew                 | Bahrajn                            | 27:30.94 | SB    |
| 18      | Jamal Abdelmaji Eisa Mohammed | Olimpijska reprezentacja uchodźców | 27:35.92 | PB    |
| 19      | Isaac Kimeli                  | Belgia                             | 27:51.52 |       |
| 20      | Jun Kasai                     | Japonia                            | 27:53.18 |       |
| 21      | Yves Nimubona                 | Rwanda                             | 27:54.12 |       |
| 22      | Martin Magengo Kiprotich      | Uganda                             | 28:20.72 |       |
| 23      | Abdessamad Oukhelfen          | Hiszpania                          | 28:21.90 |       |
| 24      | Tomoki Ota                    | Japonia                            | 29:12.48 |       |
|         | Yann Schrub                   | Francja                            | DNF      |       |
|         | Rodrigue Kwizera              | Burundi                            | DNS      |       |
|         | Célestin Ndikumana            | Burundi                            | DNS      |       |